# Zespół Parków Krajobrazowych Województwa Śląskiego

Logo Zespołu Parków Krajobrazowych Województwa Śląskiego

Zespół Parków Krajobrazowych Województwa Śląskiego – jednostka budżetowa województwa śląskiego, utworzona w celu kierowania parkami krajobrazowymi znajdującymi się na terenie województwa. Kieruje nim dyrektor Zespołu Parków, powoływany przez Wojewodę. Zespół utworzony został decyzją Wojewody Śląskiego 1 stycznia 2000, na bazie planów z lat 80 XX wieku. Siedzibą Zespołu Parków jest miasto Będzin.
Celem utworzenia Zespołu Parków Krajobrazowych Województwa Śląskiego jest zachowanie, popularyzacja i upowszechnianie wartości przyrodniczych, historycznych i kulturowych znajdujących się na terenie parków i obszarów chronionego krajobrazu stanowiących ich otulinę.
Zespół Parków Krajobrazowych Województwa Śląskiego działa na podstawie Zarządzenia nr 222/99 Wojewody Śląskiego z dnia 16 listopada 1999 r. 'w sprawie utworzenia Zespołu Parków Krajobrazowych Województwa Śląskiego' oraz swego statutu, z dnia 16 marca 2005.

## Oddziały
Zespół Parków posiada następujące oddziały:
- Oddział Zespołu Parków w Smoleniu
- Oddział Zespołu Parków w Rudach
- Oddział Zespołu Parków w Żywcu
- Oddział Zespołu Parków w Kalinie
- Ośrodek Edukacyjno – Naukowy w Smoleniu.

Oddziały te realizują zadania Służby Parków Krajobrazowych na terenie ośmiu parków krajobrazowych:
- Oddział Zespołu Parków w Smoleniu:
  - Park Krajobrazowy Orlich Gniazd
  - Park Krajobrazowy Stawki
  - Załęczański Park Krajobrazowy
- Oddział Zespołu Parków w Kalinie:
  - Park Krajobrazowy Lasy nad Górną Liswartą
- Oddział Zespołu Parków w Rudach:
  - Park Krajobrazowy Cysterskie Kompozycje Krajobrazowe Rud Wielkich
- Oddział Zespołu Parków w Żywcu:
  - Park Krajobrazowy Beskidu Śląskiego
  - Park Krajobrazowy Beskidu Małego
  - Żywiecki Park Krajobrazowy

Przy wszystkich oddziałach oraz przy Biurze Parków w Będzinie funkcjonują ośrodki edukacyjne.